# ダニエル・ハリス
ダニエル・ハリス（本名:Danielle Andrea Harris、1977年6月1日 - ）はアメリカ合衆国の女優。ニューヨーク・クイーンズ区出身。ユダヤ系。
『ハロウィン』シリーズの4作目と5作目で演じたジェイミー役が有名。2007年には第1作のリメイク版『ハロウィン』においては、アニー役として出演した。身長152cm。

## 経歴
1980年代に子役としてテレビに出演すると、1988年には『ハロウィン4 ブギーマン復活』のジェイミー・ストロード役に抜擢された。現在も続くシリーズを語る上で非常に重要な役どころであり、演技力も高く評価された。ハリスは続く『ハロウィン5 ブギーマン逆襲』にも出演した。1995年の『ハロウィン6 最後の戦い』にも当初は出演する予定だったが、契約問題で製作側と折が合わず、出演することはなかった。
他に『ラスト・ボーイスカウト』のブルース・ウィリスの娘役などがある。
1990年代半ばにはストーカーに脅迫される事件も起きたが、その後、犯人は逮捕されている。
現在はテレビドラマや映画などで活躍中。

## 主な出演作品
- ハロウィン4 ブギーマン復活 Halloween 4: The Return of Michael Myers (1988)
- ハロウィン5 ブギーマン逆襲 Halloween 5: The Revenge of Michael Myers (1989)
- 死の標的 Marked for Death (1991)
- シティ・スリッカーズ City Slickers (1991)
- ラスト・ボーイスカウト The Last Boy Scout (1991)
- ドリーム・ガール/ママにはないしょの夏休み Don't Tell Mom the Babysitter's Dead (1991)
- フリー・ウィリー Free Willy (1993)
- L.A.マフィア戦争/大殺戮 Back to Back (1996)
- デイライト Daylight (1996)
- ルール Urban Legend (1998)
- ホワイトトラッシュ その日暮らし Poor White Trash (2000)
- ハッピー・カップルズ Killer Bud (2001)
- ワイルド・ソーンベリーズ ムービー The Wild Thornberrys Movie (2002)
- ラグラッツのGOGOアドベンチャー Rugrats Go Wild! (2003)
- ハロウィン Rob Zombie's Halloween (2007)
- ブラッドナイト Blood Night (2008)
- ハロウィンII Halloween II (2009)
- ファイナル・デッドゲーム Final Dead Game (2009)
- HATCHET After Davs/ハチェット アフターデイズ Hatchet II (2010)
- ステイク・ランド 戦いの旅路 Stake Land (2010)
- ザ・マニアック The Victim (2011)
- HATCHET/ハチェット レジェンド・ネバー・ダイ Hatchet III (2013)
- ワンス・アポン・ア・タイム・イン・ハリウッド Once Upon a Time in Hollywood (2019)